# Morti nel 1180
| Questa pagina contiene informazioni ricavate automaticamente dalle voci biografiche con l'ausilio del template Bio e di un bot. L'aggiornamento è periodico e automatico e ricostruisce completamente la pagina. Se manca una persona in questa lista, sei pregato di non aggiungerla, ma accertati piuttosto che la sua voce biografica contenga il template Bio e che i dati anagrafici siano correttamente compilati. Se il template Bio manca, inseriscilo tu stesso o, in alternativa, metti l'avviso {{tmp\|Bio}} che ne segnala la mancanza. Se i dati riportati sono sbagliati, correggi direttamente la voce biografica; le modifiche saranno visibili in questa lista entro pochi giorni. Per chiarimenti vedi il progetto biografie. La lista contiene solo le 28 persone che sono citate nell'enciclopedia e per le quali è stato implementato correttamente il template Bio. Pagina aggiornata al 18 ago 2025. |

- 23 gennaio - Eberardo I di Berg, nobile tedesco
- 29 gennaio - Sobeslao II di Boemia, sovrano boemo
- 6 febbraio - Teresa Fernández de Traba, regina
- 7 marzo - Bertoldo I di Tirolo, nobile
- 27 marzo - Al-Mustadi', califfo (n. 1142)
- 25 aprile - Gerasimo di San Lorenzo, religioso italiano (n. 1100)
- 20 giugno - Minamoto no Yorimasa, militare e poeta giapponese (n. 1104)
- 27 giugno - Turan Shah, principe
- 8 luglio - Alberto da Genova, religioso italiano
- 18 luglio - Enrico Raspe III, nobile tedesco (n. 1155)
- 11 agosto - Guglielmo di Sens, architetto francese
- 18 settembre - Luigi VII di Francia, re (n. 1120)
- 24 settembre - Manuele I Comneno, imperatore bizantino (n. 1118)
- 6 ottobre - Amalrico di Nesle, patriarca cattolico francese
- 25 ottobre - Giovanni di Salisbury, filosofo, scrittore e vescovo inglese
- 14 novembre - Lorenzo O'Toole, arcivescovo cattolico e santo irlandese (n. 1128)
- Casimiro I di Pomerania, nobile
- Eleuterio di Alessandria, arcivescovo ortodosso egiziano
- Guerau III di Cabrera, trovatore spagnolo
- Guglielmo del Bosco, nobile italiano
- Mstislav Rostislavič, sovrano
- Principe Mochihito, principe giapponese
- Rainerio di Cagli, vescovo cattolico, religioso e santo italiano
- Romano Rostislavič, nobile
- Sayf al-Din Ghazi II, emiro siriano
- Al-Samaw'al al-Maghribi, matematico, astronomo e medico (n. 1130)
- Alchero di Chiaravalle, monaco cristiano franco
- Abraham ibn Dawud, storico, astronomo e filosofo spagnolo (n. 1110)